# Psykos i Stockholm
Psykos i Stockholm är en svensk dramafilm från 2020 i regi av Maria Bäck som även skrivit manus. Filmen är producerad av Anna-Maria Kantarius för Garagefilm och i huvudrollerna finns Josefin Neldén och Josefine Stofkoper som mor och dotter.
Psykos i Stockholm var öppningsfilm vid Göteborg Film Festival 24 januari 2020 och hade sedan officiell svensk premiär 28 augusti 2020. Den har även visats i SVT.

## Handling
En dotter och en mor är på väg till Stockholm för att fira dotterns 14-årsdag. Dotterns far bor i Stockholm men är främmande för henne. Redan på tåget börjar modern uppföra sig konstigt och dottern befarar att ännu en av moderns psykoser är på väg. Trots symptomen försöker de genomföra semestern som planerat. När modern inte längre kan ta ansvar för sig själv och dottern får dottern utforska storstaden på egen hand.

## Roller (i urval)
| Josefin Neldén      | – modern              |
| Josefine Stofkoper  | – dottern             |
| Sanaz Saidi         | – Cora                |
| Maria Bäck          | – dottern i framtiden |
| Elisabeth Bäck      | – modern i framtiden  |
| Saga Gärde          | – läkare              |
| Ison Glasgow        | – badvakt             |
| Alexandra Dahlström | – patient             |

## Om filmen
Dramat bygger på händelser från regissören Maria Bäcks egen uppväxt. Filmen inleds även med rösterna från Bäck och hennes mor. Filmen som helhet handlar dock inte om Maria Bäck och hennes mor, utan enbart relationen.
Vid Guldbaggegalan 2021 nominerades Bäck för Bästa regi och Bästa manus medan Neldén och Stofkoper båda nominerades till Bästa kvinnliga huvudroll. Vidare nominerades även Lars Greve till Bästa musik.

## Mottagande
Filmen fick övervägande positivt mottagande av de svenska filmkritikerna med ett samlat betyg på 3,5 på Kritiker.se (läst 2021). En av de mest positiva respektive negativa recensenterna:
Nöjesguiden gav den betyget 5/6 och tyckte att det var en av de bästa svenska filmerna på länge, samt att den hade ett känsligt förhållningssätt och imponerande skådespeleri.
Cinetaste gav den tumme ner och talade om ännu en svensk film som inte berörde. Trots att den har verklighetsbakgrund uppfattades den inte som trovärdig eller sympatisk.